# Yami Gautam
Yami Gautam (ur. 28 listopada 1988) – indyjska aktorka filmowa i telewizyjna.
Pochodzi z Chandigarhu. Jest córką Mukesha Gautama i Anjali. Początkowo grała w operach mydlanych, takich jak Chand Ke Paar Chalo czy cieszącej się sporą popularnością Yeh Pyaar Na Hoga Kam. Pracę w przemyśle filmowym rozpoczęła w 2010 gdy zagrała w zrealizowanym w kannada filmie Ullasa Utsaha. W 2011 zadebiutowała w Tollywood grając główną rolę w Nuvvila w reżyserii Ravi Babu. Rok później wystąpiła w bollywoodzkim Vicky Donor. Oprócz wymienionych zagrała jeszcze w takich obrazach jak Hero czy Ek Noor. Wyróżniona między innymi Zee Cine Award za najlepszy kobiecy debiut (2012).